# Ngộ độc arsenic
Ngộ độc arsenic là các bệnh kinh niên do sử dụng nước uống có chứa arsenic ở nồng độ cao trong một khoảng thời gian dài. Các hiệu ứng bao gồm sự thay đổi màu da, sự hình thành của các vết cứng trên da, ung thư da, ung thư phổi, ung thư thận và bàng quang cũng như có thể dẫn tới hoại tử. Tổ chức y tế thế giới (WHO) đề nghị mức giới hạn của arsenic là 0,01 mg/L trong nước uống; việc hấp thụ một lượng lớn arsenic trong một thời gian dài có thể dẫn tới ngộ độc arsenic. Nồng độ arsenic cao trong nước uống có thể tìm thấy ở một số khu vực sử dụng các nguồn nước tự tạo, chẳng hạn như trong nước của các giếng khoan không qua tinh chế và thẩm định chất lượng bởi các cơ quan y tế có thẩm quyền.  